# Dansk-Estisk Selskab
Dansk-Estisk Selskab blev stiftet 1990 som dansk-estisk venskabsforening. Foreningens formål er at understøtte og fremme initiativer, som bidrager til venskab og samarbejde mellem Danmark og Estland. Foreningen afholder forskellige konferencer og møder om dansk-estisk historie, politik og erhvervsliv og udgiver tidsskriftet DES-Nyt.